# Phoenix
Phoenix (ejtsd: fínix) az amerikai Arizona állam legnagyobb városa, egyben fővárosa is, az Amerikai Egyesült Államok ötödik legnépesebb városa. Phoenix város 1 552 259 embernek az otthona, a Phoenixi agglomerációs körzetnek pedig körülbelül 4 179 427 becsült lakosa van. Emellett Phoenix Maricopa megye székhelye, és az Egyesült Államok egyik legnagyobb területű városa.
A várost 1881-ben jegyezték be hivatalosan, miután 1868-ban megalapították. Phoenix napjainkban Észak-Amerika egyik fontos közlekedési, gazdasági, adóügyi, kulturális és oktatási központja, az Egyesült Államok nyugati részének fontos nagyvárosa.

## Történelem

### Őslakos idők
Több mint 1000 évvel ezelőtt a mai város területét a hokohám indiánok lakták. Ez a törzs körülbelül 217 km-nyi öntözőcsatornát épített, ezzel mezőgazdasági területté változtatva a sivatag egy részét. Ezen öntözőcsatornák egy része ma is szerves tagja a jelenlegi öntözőrendszereknek.
Valószínűleg az 1300 és 1450 közötti nagy szárazságok miatt az őslakosok nagy része elhagyta a mai Phoenix területét.

### Spanyol fennhatóság
Eusebio Kino atya, egy itáliai jezsuita pap, aki a Spanyol Birodalomnak dolgozott, volt az első vezetője annak a csoportnak, aki erre a tájra érkezett, az 1600-as évek során. Ettől kezdve a terület Új-Spanyolországhoz tartozott, amit Spanyolország, majd később a függetlenné vált Mexikó irányított. Kino atya az itt elfolyó folyót "Rio Salade"-nak (Sós Folyó) nevezte el, ugyanis a folyónak nagy ásványi tartalma volt. Bár Kino kapcsolatba került több itteni lakossal, figyelme középpontjában inkább a mai Arizona déli részén élő pima indián kultúra állt, illetve Kalifornia kutatása. A Sós Folyó és környéke így több századon keresztül lakatlan volt.

### Az Unióhoz való csatlakozás
Az első lényegesebb felfedező utak a 19. században voltak Arizona területén. A keletről érkező vadászok kutattak erre a számukra értékes állatok után.
Miután 1848-ban véget ért az Egyesült Államok és Mexikó között dúló háború, Mexikó északi területei amerikai közigazgatás alá kerültek, Új-Mexikói Terület néven, ennek volt a része Phoenix is. Az Amerikai polgárháború idején Arizona két részre osztódott: déli területe a szomszédos Új-Mexikó déli részével együtt a Konföderáció része lett, míg Arizona északi területei az Egyesült Államok része maradt. A két Arizona határa a mai Phoenix területén volt, a Sós Folyó völgyében. A mai Maricopa megye első települése a Phoenix közeli Wickengburg volt. Ekkor a terület még Yavapai megye része volt.
Az Egyesült Államok hadserege a Verde folyó partjain létrehozott egy erődöt, amit az indiánok elleni harcokban használtak.

### Phoenix alapítása

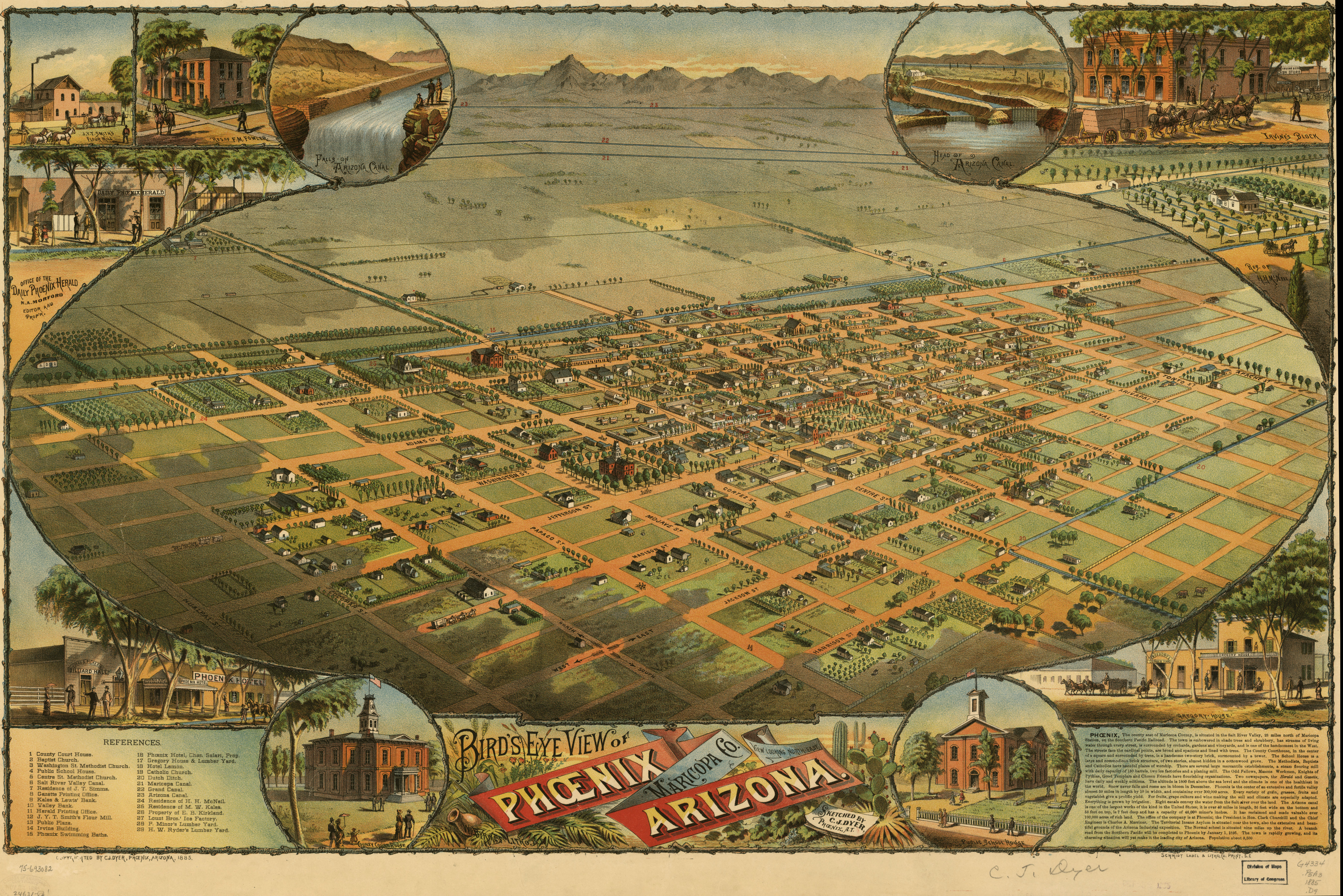
Légi felvétel Phoenixről 1885-ből

Phoenixnek, mint városnak a történelme az 1850-es években kezdődött, amikor a polgárháborús veterán, Jack Swilling erre a környékre költözött és munkát vállalt Wickenburgban. Egy alkalommal, amikor a Sós folyó völgyében járt, megfigyelte, hogy a környéken egyedülállóan jó minőségű talaj és éghajlat alkalmas lenne farm létrehozására ezen a helyen. Swilling később letelepedett a völgyben, létrehozott egy farmot, és az indiánok által alkotott öntözőrendszert kibővítve használta. A települést először "Tökfalunak" nevezték, mivel rengeteg tök nőtt a környéken. Végül Phillip Darrell Duppa, egy arizonai telepes adta a Phoenix nevet a településnek, mivel az egy régi civilizáció romjaira épült.
A Yavapai megyei hatóságok végül 1868. május 4-én vették fel a települések listájára Phoenixet, az első postahivatal egy hónappal később nyílt meg. A postás maga Jack Swilling volt.
Mivel később a völgyben a lakosság folyamatosan nőtt (1870-es években már 240 fő élt itt) az itt élők el kellett döntsék, hol hoznak létre egy városkát. Végül egy 1870. október 20-ai összejövetelen a lakók kiválasztottak egy 1,3 km² területet, ahova bejegyezték a települést.
1871-ben a területrendezési hivatal létrehozta Maricopa megyét, Yavapai megye kettéosztásával. Nem sokkal később megválasztották a megye első seriffjét. Mivel a föld elég olcsó volt, rengetegen vásároltak területeket. 1871-ben megnyílt az első templom, 1872-ben a megyeháza épületében megkezdte működését az első iskola. Pár évvel később már egy távirati iroda, négy táncház, 16 szalon és egy teljes iskola is működött a településen. Az 1880-as évekre a település kinőtte a megvásárolt területet, majd több új vásárlás és szerződéskötés után 1881-ben hivatalosan bejegyezték Phoenixet, mint várost. Ezután létrehozták a városi tanácsot, később pedig polgármestert is választottak. Az 1890-es évekre kezdett kiépülni a villanyhálózat is.

### Modern kor
1902-ben, Theodore Roosevelt elnök szerződéseket kötött, hogy az Egyesült Államok nyugati vidékének fejlesztése érdekében gátakat építsenek. A helyi lakosság ezt kihasználta, majd egy szervezetet hoztak létre, amely irányította a munkálatokat. 1911-re a Roosevelt-gát elkészült. Ennek hatására a közeli hegységekben rengeteg új tó született, de a Sós folyó völgye kiszáradt, emiatt az addig ott élő nagy állatpopuláció elvonult.
1912. február 4-én, William Howard Taft elnöksége alatt Phoenix várost nyilvánították Arizona fővárosának. Ez főként annak volt köszönhető, hogy földrajzi helyzete előnyösebb volt, mint a nála nagyobb Tucson és Prescott városoknak (Phoenix Arizona középső részén van). Pár évtized múltán már Phoenix volt Arizona legnagyobb városa.
A második világháború alatt Phoenix városának termelése a hadi termelésre összpontosított, rengeteg gyár épült és ezért sok ember telepedett le a városban. Az 1950-es években körülbelül százezer ember élt Phoenixben és környékén. Az ezt követő évtizedben robbanásszerűen kezdett nőni Phoenix város, de ezzel arányosan nőtt a bűnözés, különösen a belvárosban.

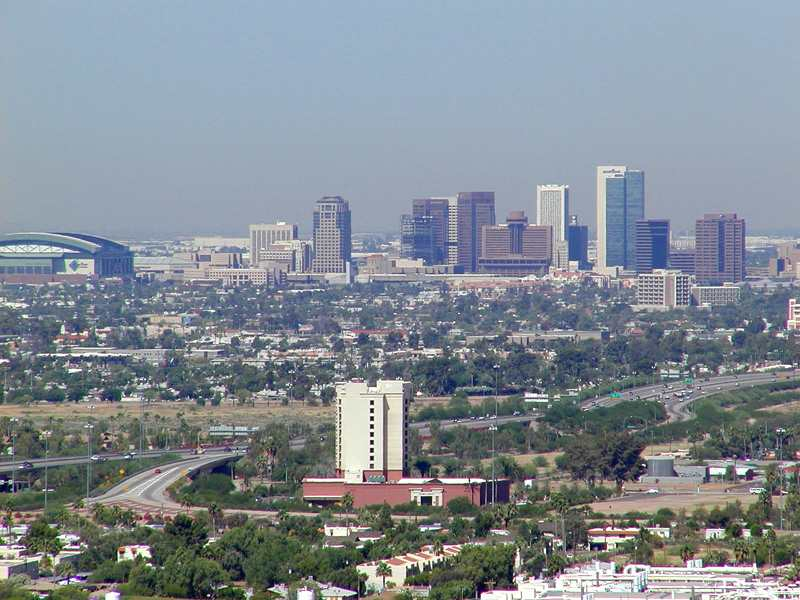
Phoenixi tájkép

Az 1980-as évek során megjelentek a közveszélyes utcai bandák. Egyes környékeken egekbe szökött a prostitúció mértéke. Bár azóta érezhetően biztonságosabb lett a város, de még mindig Phoenixben a legnagyobb mértékű a bűnözés egész Arizonában. 1980-ban kiöntött a Sós folyó és jelentős mértékben pusztította a város közlekedési rendszerét. 1997 márciusban nagy port kavart az úgynevezett "Phoenixi Fények" jelensége, amikor különböző furcsa égi tárgyakat láttak az itt lakók.
2004 és 2006 között sorozatgyilkos tevékenykedett a városban. 2007 júliusában helikopter zuhant Phoenix egyik iskolájára.
Phoenix az utóbbi két évtizedben is nagyon erősen fejlődött: 1990 és 2000 között 24,2%-kal nőtt a népessége, ezzel a 2. leggyorsabban fejlődő amerikai város (a nevadai Las Vegas lakossága tíz év alatt kb. 29,2%-kal nőtt).

## Földrajz

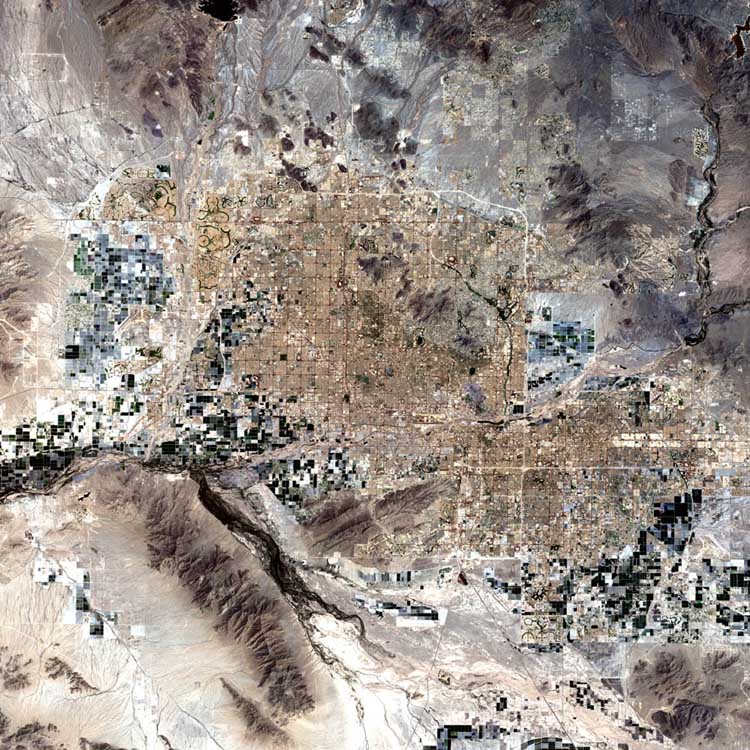
2002-es műholdfelvétel a városról

Phoenix a Sós Folyó Völgyében helyezkedik el (vagy a Nap-völgyében), Arizona állam középső részén. Átlagos tengerszint fölötti magassága 340 m, a város a Szonora-sivatag felső végében található.
A Sós folyó nyugati irányból folyik át Phoenixen. A folyómeder általában ki van száradva, kivéve ha jelentős esőzések vannak, vagy ha a közeli gáton leeresztik a vizet. A várost északkeletről a McDowell-hegység, nyugatról a Fekete Tank-hegység, keletről a Babona-hegység és délnyugatról a Sierra Estrella-hegység öleli körbe. A hivatalos adatok szerint a város területe 1230 km², ebből mindössze 0,6 km² vízfelület (azaz 0,05%).

### Éghajlat
Phoenix városban az éghajlat száraz. A nyarak nagyon forróak, a telek mérsékeltek. A város éghajlata messze a legmelegebb az Egyesült Államok nagyvárosai közül, nappali átlaghőmérsékletei hasonlóak Rijád és Bagdad városok hőmérsékleteihez.
Egy évben általában 110 napon a hőmérséklet eléri vagy átlépi a 38 °C-ot nappal, sőt június és szeptember hónapok között a nappali hőmérséklet még a 43 °C-ot is elérheti. Eddigi legmagasabb hőmérsékletet 1990. június 26-án mértek, ekkor 50 °C volt.
Éjszaka a hőmérséklet átlagosan 27 °C körül mozog, különösen július és augusztus között. A legmagasabb éjszakai hőmérséklet 2003. július 15-én volt, ekkor 36 °C-ot mértek. A csapadék nagyrészt nyáron érkezik Phoenixbe, különösen a július és szeptember közötti monszunos időszakban, ilyenkor hatalmas esőzések, sőt árvizek is előfordulnak. Télen a hőmérséklet 15-25 °C között ingadozik, és nagyon ritkán esik 10 °C alá.
| Hónap                         | Jan. | Feb. | Már. | Ápr. | Máj. | Jún. | Júl. | Aug. | Szep. | Okt. | Nov. | Dec. | Év   |
| ----------------------------- | ---- | ---- | ---- | ---- | ---- | ---- | ---- | ---- | ----- | ---- | ---- | ---- | ---- |
| Átlagos max. hőmérséklet (°C) | 19,7 | 21,6 | 25,1 | 29,7 | 35,0 | 40,1 | 41,2 | 40,3 | 37,8  | 31,5 | 24,3 | 19,0 | 30,5 |
| Átlagos min. hőmérséklet (°C) | 7,6  | 9,3  | 11,9 | 15,7 | 20,7 | 25,4 | 28,6 | 28,2 | 24,9  | 18,2 | 11,4 | 7,1  | 17,5 |
| Átl. csapadékmennyiség (mm)   | 23   | 23   | 25   | 7    | 3    | 1    | 27   | 25   | 16    | 15   | 16   | 22   | 203  |
| Havi napsütéses órák száma    | 257  | 260  | 319  | 354  | 400  | 408  | 378  | 360  | 330   | 310  | 255  | 244  | 3875 |
| Forrás: NOAA                  |      |      |      |      |      |      |      |      |       |      |      |      |      |

Phoenixben a napok 85%-ban napsütés van, a fennmaradó időben eső esik, az évi csapadékmennyiség átlagosan 210 mm. A legnedvesebb hónap a március (27 mm) míg a legszárazabb a július (2 mm). Néha előfordulnak viharok is, ezek leginkább a július-szeptember közötti monszunos időszakban érkeznek a Kaliforniai-öböl térségéből Phoenix környékére. Ilyenkor előfordul a jégeső, a nagyon erős szél, ritkán tornádó is. Phoenixben átlagosan évente 5 nap van, amikor lehet fázni. Havazás a városban nincs, inkább néha megfagy a dér. Az eddigi leghidegebb hőmérséklet amit valaha mértek, -8,8 °C volt, 1913. január 7-én. A hó szinte sose fordul elő, először 1896-ban volt, és azóta hét alkalommal esett 0,25 cm-nyi vagy több hó a városra. Utoljára 1990 telén esett hó Phoenixben.

## Népesség
A 2007-es hivatalos becslés szerint a város faji összetétele a következő:
- 76,7% fehér (ebből 48,1% nem-spanyol)
- 6,0% fekete
- 2,4% őslakos
- 2,7% ázsiai
- 0,2% a csendes-óceáni térségből származott
- 14,1% más fajú
- 1,9% kettő vagy több fajból származó
- 41,5% volt Hispániai/Latin bármely nemzetiségből

A 2000-es népszámlálást figyelembe véve a városban 1 321 045 ember élt, és 407 450 családnak volt otthona Phoenix. A népsűrűség 1074 fő/km² volt.
A háztartások  35,7%-ban volt 18 évesnél fiatalabb gyermek. 46,9%-ban voltak összeházasodott párok, 12,9%-át egyedülálló nők birtokolták, 34,0%-ban nem hagyományos családok voltak. Az összes háztartás  25,4% volt egy ember kezében, és 6,3%-ban volt 65 éves vagy öregebb egyedülálló személy.
Felekezeti szempontból 2000-ben a lakosság 45%-a katolikus, 13% mormon, és 5% zsidó vallású volt. A fennmaradó 37% protestáns vagy felekezeten kívüli volt.

## Gazdaság

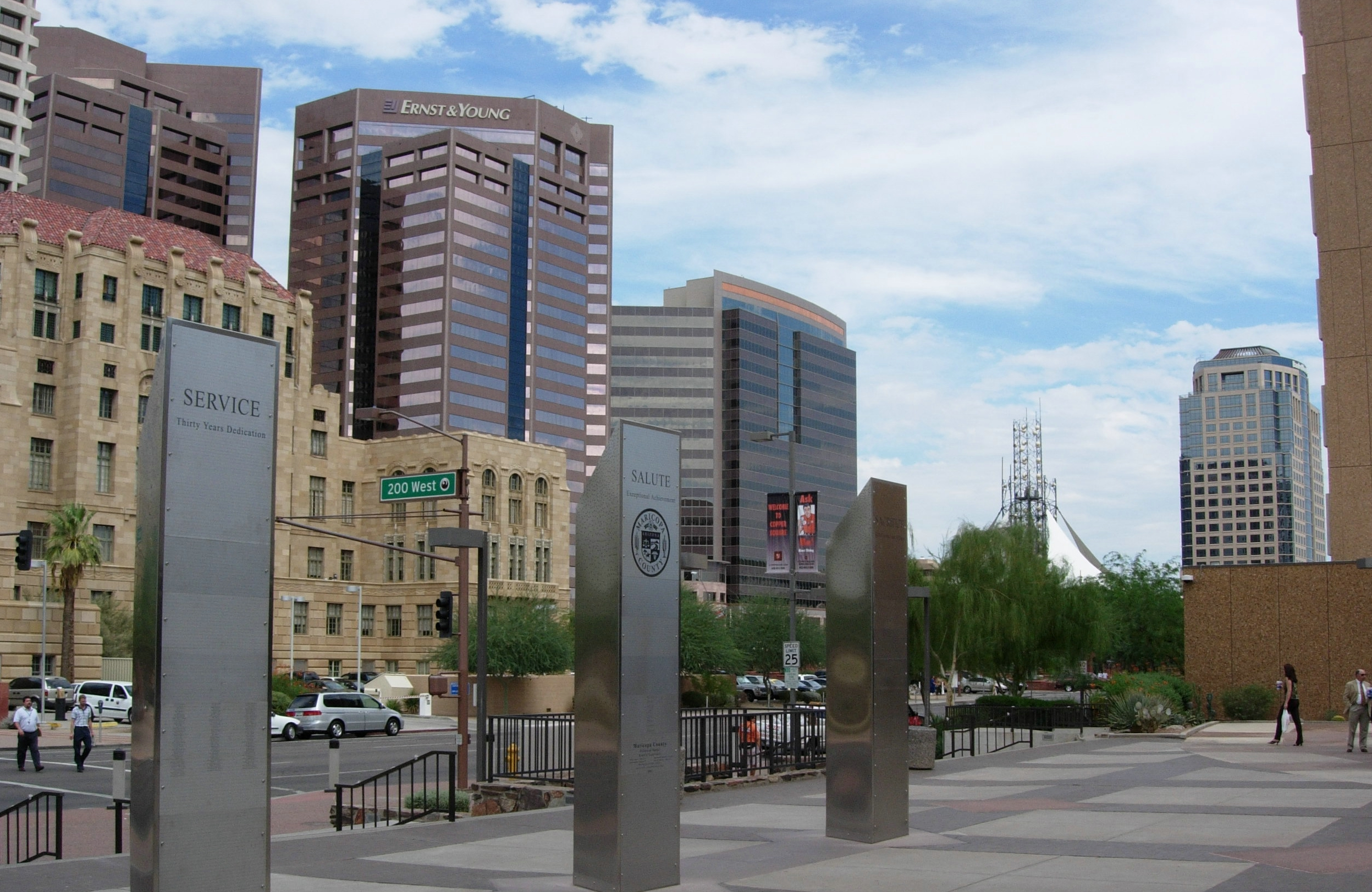
Phoenixi belváros

Korábban Phoenix gazdasága egyoldalú volt, mivel az emberek csak mezőgazdasággal foglalkoztak (főként selyem- és citrustermeléssel). Az utóbbi két évtizedben, ahogy a népesség nőtt, ezzel arányosan kezdett sokoldalúbbá válni a város gazdasága. Mint Arizona fővárosa, a phoenixiek közül sokan dolgoznak a kormányzatnak. Számos fejlett telekommunikációs cég hozott létre kirendeltséget a térségben. Köszönhetően Phoenix éghajlatának, télen rengeteg turista érkezik ide a kellemes időjárás miatt. A város gazdaságában nagy szerepet játszik az turizmus és a golfozás.
A Fortune magazin által készített listán, amelyik az 1000 legnagyobb amerikai céget tartalmazza, 7-nek a székhelye Phoenixben van. Ilyen például az Allied Waste (szemétkezelés), Avnet (telekommunikáció), Apollo Csoport (magánoktatás), de közepes és kisebb cégek számára is székhely a város.

## Közlekedés
A város délkeleti sarkában található a Phoenix Sky Harbor nemzetközi repülőtér.

## A város szülötte
- Jordin Sparks

## Testvérvárosok
- Tajpej, Tajvan
- Alberta, Kanada
- Catania, Olaszország
- Csengtu, Kína
- Ennis, Írország
- Grenoble, Franciaország
- Hermosillo, Mexikó
- Himedzsi, Japán
- Prága, Csehország
- Ramat-Gan, Izrael